# FDP-Bundesparteitag 2011
Koordinaten: 54° 8′ 23,4″ N, 12° 4′ 17,7″ O

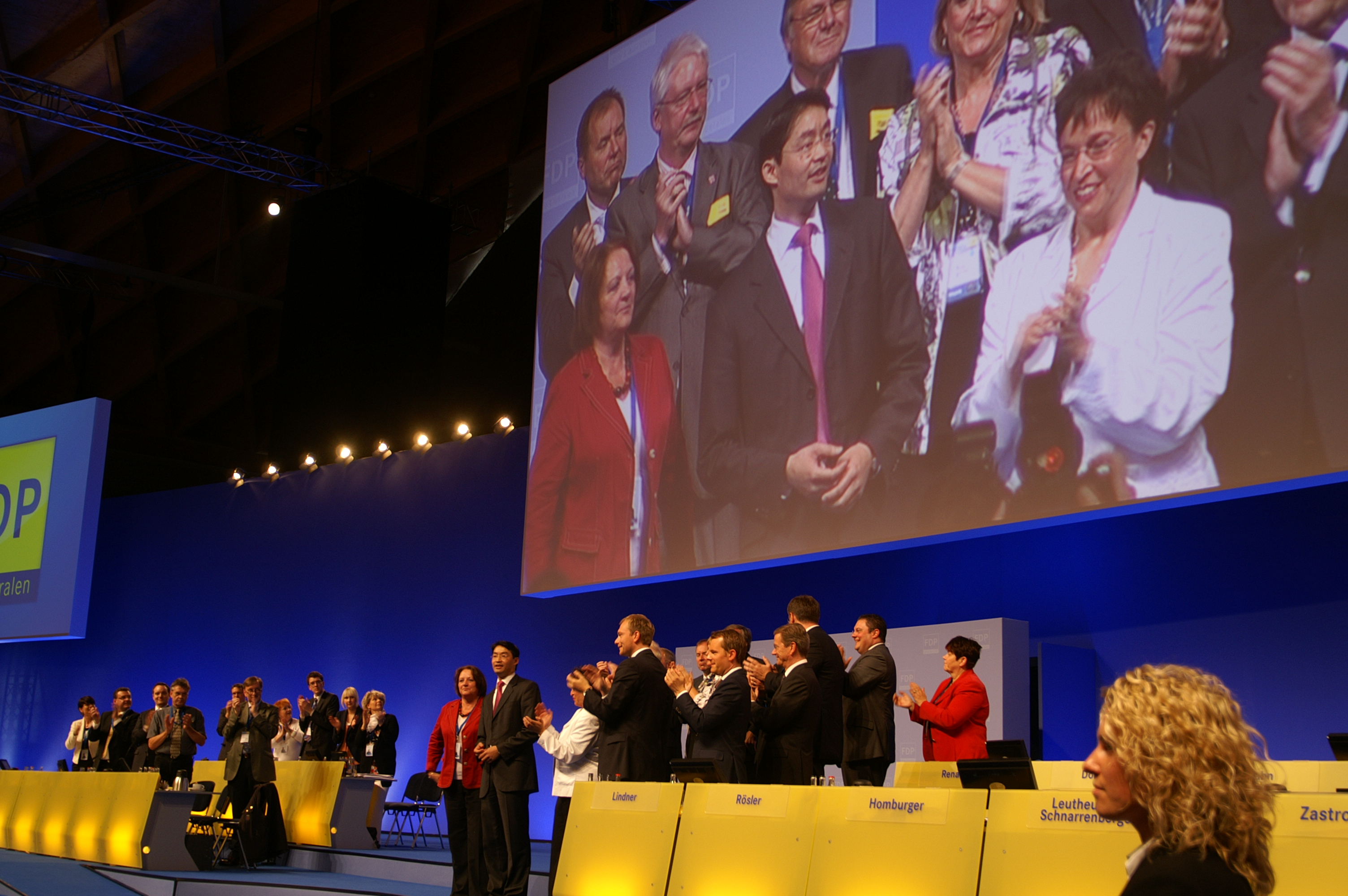
Bundesparteitag 2011 in Rostock

Den Bundesparteitag der FDP 2011 hielt die FDP vom 13. bis 15. Mai 2011 in Rostock ab. Es handelte sich um den 62. ordentlichen Bundesparteitag der FDP in der Bundesrepublik Deutschland.

## Verlauf
Zum Nachfolger des bisherigen Parteivorsitzenden Guido Westerwelle wurde Philipp Rösler gewählt. Mit Sabine Leutheusser-Schnarrenberger, Birgit Homburger und Holger Zastrow wurden drei neue Stellvertreter gewählt. Die Delegierten beschlossen Leitanträge zur Europa- und Energiepolitik sowie zur Steuergerechtigkeit.

## Bundesvorstand
Dem Bundesvorstand gehörten nach der Neuwahl 2011 an:
| Vorsitzender                 | Philipp Rösler |
| Stellvertretende Vorsitzende | Sabine Leutheusser-Schnarrenberger, Birgit Homburger, Holger Zastrow |
| Schatzmeister                | Patrick Döring |
| Beisitzer im Präsidium       | Jörg-Uwe Hahn, Elke Hoff, Dirk Niebel |
| Generalsekretär              | Christian Lindner (2010) |
| Beisitzer im Bundesvorstand  | Christian Ahrendt, Uwe Barth, Lasse Becker, Gregor Beyer, Ernst Burgbacher, Christian Dürr, Angela Freimuth, Manuel Höferlin, Werner Hoyer, Michael Kauch, Heinrich Kolb, Wolfgang Kubicki, Michael Link, Oliver Luksic, Horst Meierhofer, Gesine Meißner, Christoph Meyer, Oliver Möllenstädt, Jan Mücke, Hans-Joachim Otto, Cornelia Pieper, Gisela Piltz, Birgit Reinemund, Florian Rentsch, Rolf Salo, Frank Schäffler, Mieke Senftleben, Katja Suding, Linda Teuteberg, Johannes Vogel, Volker Wissing, Hartfrid Wolff, Martin Zeil |
| Ehrenvorsitzende             | Hans-Dietrich Genscher, Walter Scheel |